# Anni Matthiesen
Anni Holm Kirkegaard Matthiesen (født 8. februar 1964 i Fåborg) er medlem af Folketinget for Venstre, valgt i Vejenkredsen, Sydjyllands Storkreds den 15. september 2011 med 7.017 personlige stemmer. Anni Matthiesen blev i samme kreds genvalgt under Folketingsvalget 2015 med 8.197 personlige stemmer.
Hun er datter af selvstændig gartner Laurids Nielsen og selvstændig blomsterhandler Karen Holm Hyldal. Hun er samlevende med fhv. MF og tømrermester Kurt Kirkegaard.

## Baggrund og karriere
Anni Matthiesen er samfundssproglig student og har desuden den 1-årige højere handelseksamen. Hun har bl.a. været ansat i Grindsted kommunes kulturforvaltning. Fra 2005 til 2007 var hun politisk sekretær for Venstre på Christiansborg.

## Politisk karriere
Anni Matthiesen er i 2018 ordfører for børn, undervisning og ungdomsuddannelser, samt natur. Hun har tidligere været friskole- og efterskoleordfører, idrætsordfører og naturfondsordfører. Siden 2017 har hun været formand for Sydslesvigudvalget.
Anni Matthiesen er næstformand for Folketingets kulturudvalg, samt miljøudvalget. Desuden er hun medlem af børne- og undervisningsudvalget, samt udvalget for landdistrikter og øer.
Tidligere har hun været partiets Færø-ordfører. I 2007 blev hun valgt som folketingskandidat for Venstre i Vejenkredsen. Hun har desuden været næstformand for Venstre i Grindstedkredsen, samt formand for Venstre i Grindsted kommune (senere Billund kommune).
Hun blev i 2021 tildelt Ridderkorset.